# Quesadilla mexicana

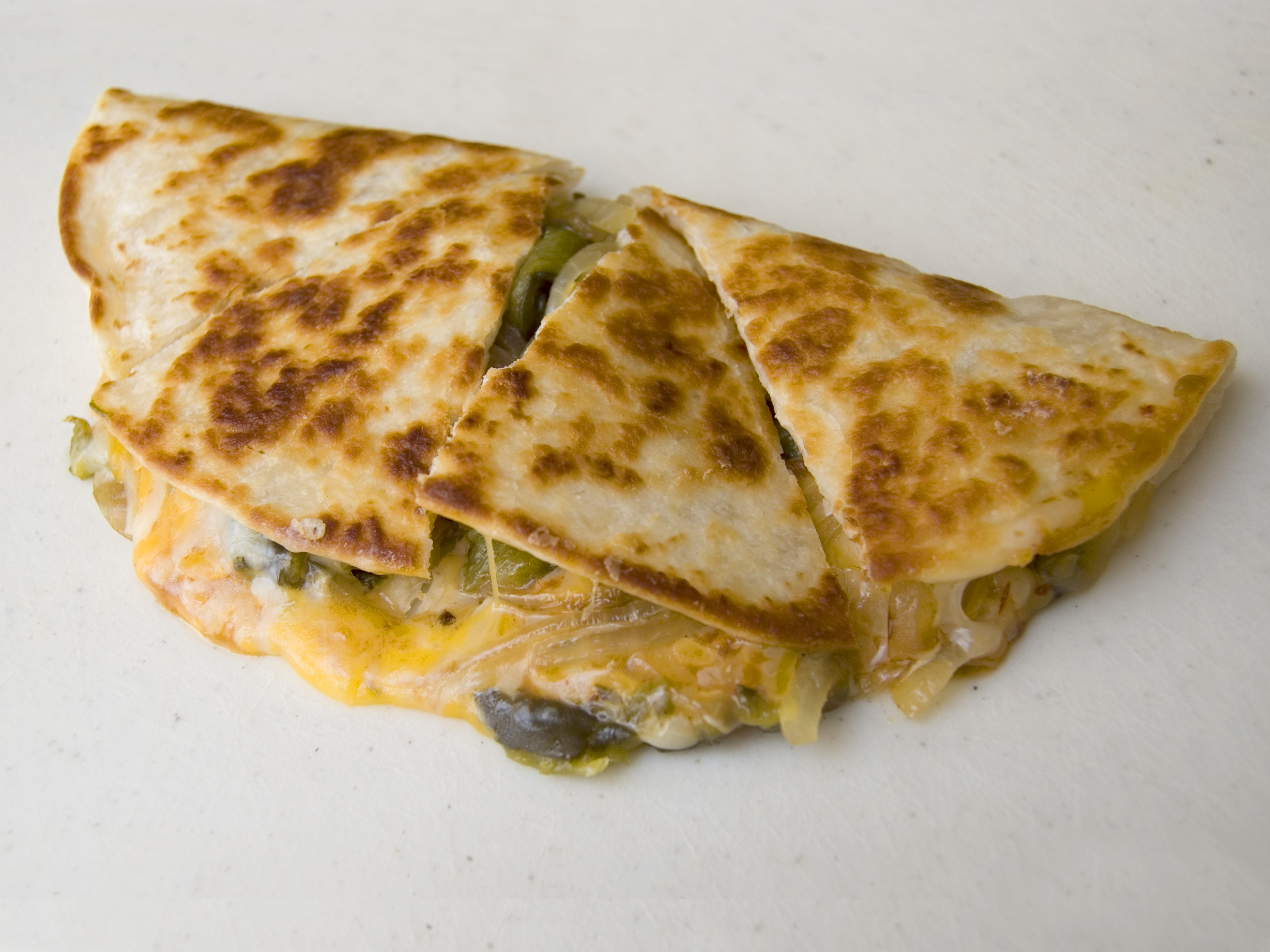
Tall d'una quesadilla de farina de blat

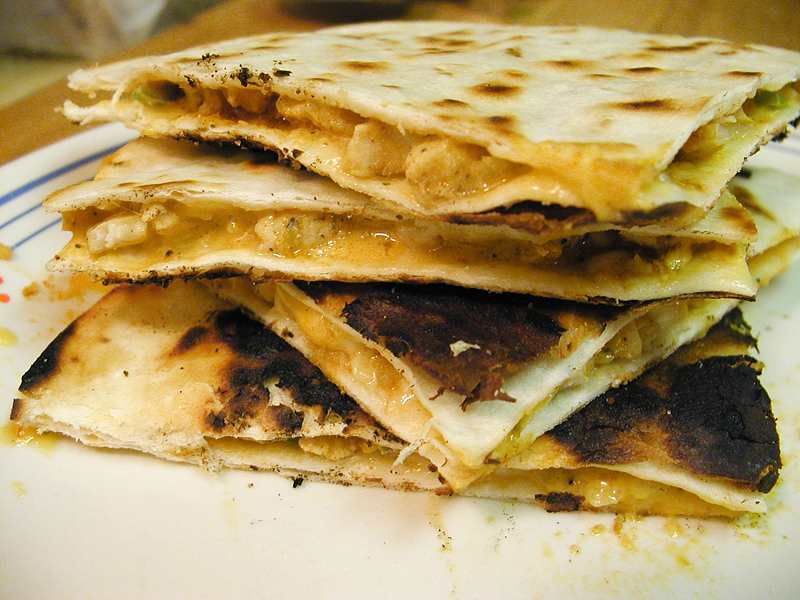
Quesadilles de tortilla de farina de blat.

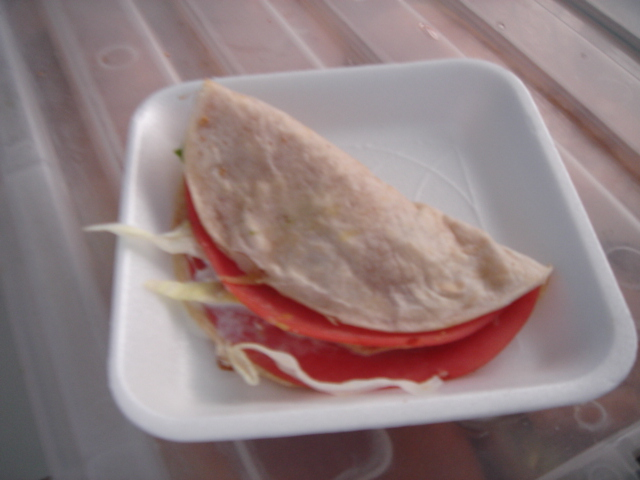
Quesadilla amb pernil i tortilla de farina de blat.

La quesadilla mexicana és un antojito ("aperitiu") originari de Mèxic fet amb una tortilla mexicana i formatge ratllat. El nom deriva de la paraula espanyola queso. Hi ha moltes varietats que poden portar uns altres ingredients a més dels dos essencials. És popular a Mèxic i als Estats Units, on és part de la gastronomia tex-mex, un estil de cuina que combina elements mexicans i americans. També se'n diu quesadilla d'un menjar d'El Salvador.

## Preparació
Fer una quesadilla és ben senzill; es pot fer amb una tortilla o dues, que poden ser de blat o de moresc. Tradicionalment el farcit és formatge d'Oaxaca però és normal fer-ne amb uns altres formatges. Tradicionalment es fa en un comal, una mena de planxa mexicana; una altra possibilitat és una paella. El comal s'escalfa sense oli, i la tortilla es fica a dins per a torrar-la abans d'escampar el formatge gratinat per damunt. Si es fa amb només una tortilla, la tortilla es plega pel mig; si no, es posa una altra tortilla al damunt. Després es tomba la quesadilla fins que el formatge es fon. Després que es refreda una mica, la quesadilla sovint es talla en trossos triangulars.
La tortilla de moresc era un aliment bàsic en la cuina asteca abans de colonització europea, i a moltes regions de Mèxic és la varietat preferida, tanmateix al nord de Mèxic i als Estats Units les quesadilles es fan sovint amb tortillas de farina de blat. En qualsevol cas la quesadilla es diferencia del taco o burrito per tenir el formatge fos, a més el burrito és embolicat i la quesadilla plegada.
Les quesadilles es venen als carrers com menjar ràpid i en restaurants com aperitius. És normal afegir-hi uns altres ingredients com ara la carn (particularment el xoriço mexicà o el pernil) o el pollastre, bitxo, cebes, huitlacoche, bolets, quelites, chicharrón, etcètera. De vegades es fan variants americanes amb ingredients no mexicans -- per exemple, amb formatges americans o europeus, o amb verdures no mexicanes. Tant a Mèxic com als Estats Units es serveixen sovint amb salsa picant.